# Faldsled
Faldsled is een plaats in de Deense regio Zuid-Denemarken, gemeente Faaborg-Midtfyn. De plaats telt 528 inwoners (2020).
- Library of Congress Control Number: n81101612
- Nationale Bibliotheek van Israël: 987007552749305171
- Virtual International Authority File: 159458827